# Vithuvad gam
Vithuvad gam (Trigonoceps occipitalis) är en rovfågel i underfamiljen gamla världens gamar och den enda arten i släktet Trigonoceps. Arten förekommer i Afrika söder om Sahara.

## Utseende

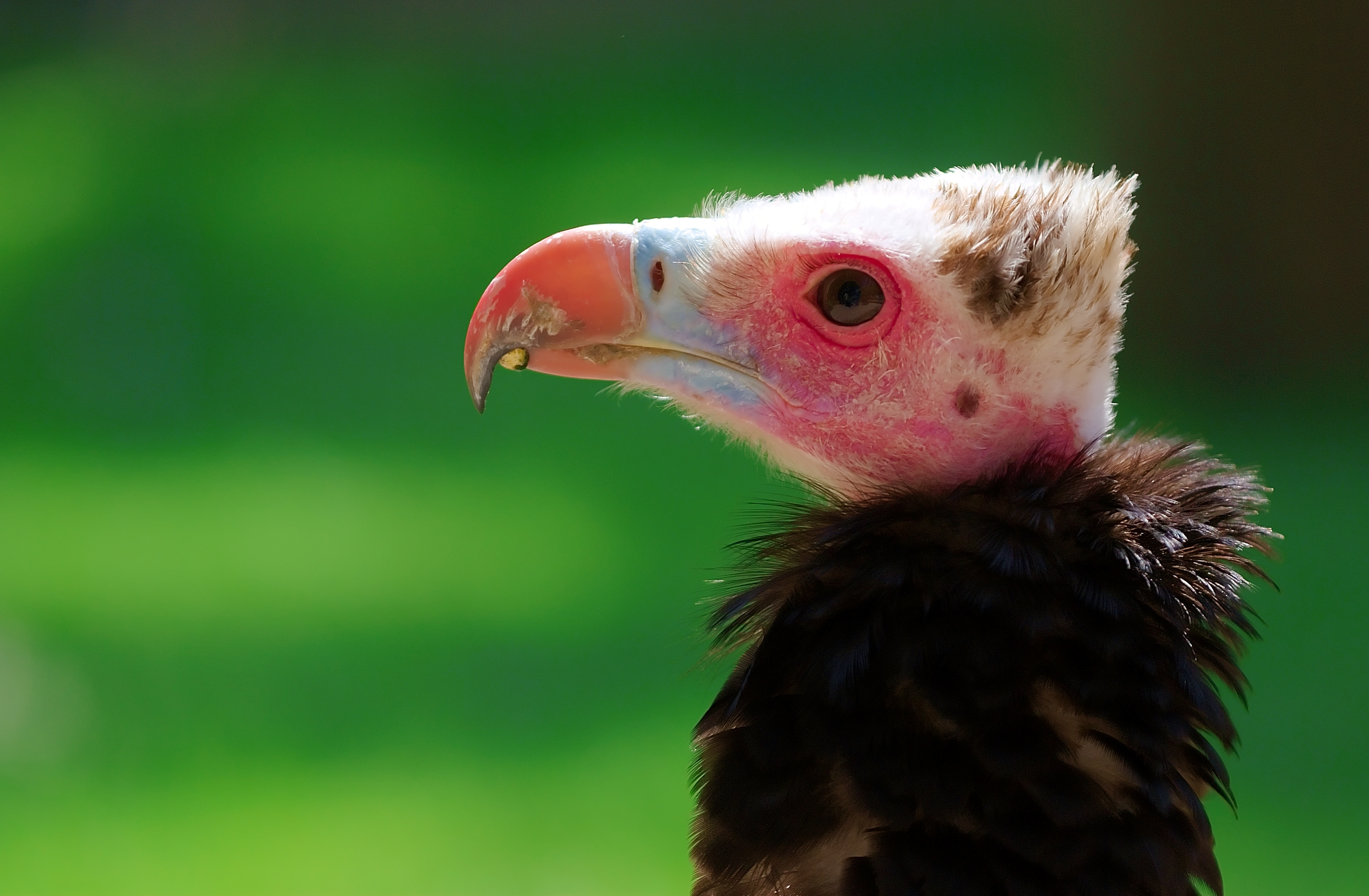
Närbild på huvudet

Fjädrarna på huvudet, främre halsen, undre delen av buken, övre delen av benen och undergumpen är vita. Vingarnas ovansida är brunsvart. Dunfjädrarna på huvudet bildar en liten tofs. De fjäderlösa delarna är rosa. Hos uppretade individer kan de bli påfallande rödaktig. Ögonens iris är mörkgul. Näbbens vaxhud har en ljusblå färg och övriga delar av näbben är orangeröd. Benens och tårnas O-befjädrade delar är rosa och de kraftiga klorna är svarta. Vithuvad gam är en medelstor gam som når en kroppslängd mellan 72 och 82 centimeter, ett vingspann mellan 207 och 223 centimeter och en vikt mellan 3,3 och 5,3 kilogram.

## Utbredning och habitat
Fågeln förekommer på flera ställen i Afrika söder om Sahara men utbredningsområdet är inte sammanhängande. Vithuvad gam finns från Senegal i väst över Sudan till Eritrea i öst. Söderut förekommer den till Sydafrikas norra delar, ungefär till Oranjefloden.
Habitatet utgörs främst av savann, som öppna landskap med törnebuskar eller gräsmark med glest fördelade skogar. För att hitta föda besöks även tätare skogar eller regioner utan skog som halvöknar. I bergstrakter finns arten upp till 4 000 meter över havet.

## Ekologi
Vithuvad gam lever antingen ensam eller i par, bara vid större utbud av as eller vid vattenpölar syns ibland flera individer tillsammans. Ofta når fågeln aset före andra asätare. Näbben är tillräcklig kraftig för att öppna kadavrens tjocka hud. Gamen äter inte bara kött utan även inälvor, hud, brosk och även ben. Ibland stjäls föda från andra gamar. I viss mån jagas även mindre däggdjur och reptiler. Vid tillfälle äter gamen fisk som hamnat på stranden, hopprätvingar eller andra stora insekter samt termitlarver.
Nästen byggs av grenar och kvistar med eller utan törne, ofta på träd av akaciasläktet eller på andra träd med låg krona. Redet som fodras med gräs har en diameter på 80 till 170 cm och är 20 till 60 cm tjock. Boet byggs av bägge föräldrar. Honan lägger vanligen ett ägg som sedan ruvas omväxlande av både hanen och honan i 51 till 56 dagar. Juvenilen är flygfärdig efter 110 till 120 dagar.

## Status och hot
Vithuvad gam är en hotad fågelart och ett antal faktorer påverkar dess överlevnad. Mängden bytesdjur minskar och den drabbas ofta av indirekt förgiftning när lockbete läggs ut för att döda schakaler i jordbruksbygd. Avsiktlig förgiftning för att förhindra att gamar drar till sig uppmärksamhet hos tjuvskyttar har också dokumenterats. 
Vithuvad gam återfinns också i den internationella rovfågelhandeln. Trettio individer konfiskerades till exempel av italienska myndigheter 2005. Den förekommer också i handel i Västafrika och Centralafrika. Vithuvad gam är känslig för störning och överger bon mycket lätt. Dess utbredning är därför mycket koncentrerad till skyddade områden.
Fram tills 2015 kategoriserades arten som sårbar av internationella naturvårdsunionen IUCN. Nya uppgifter visar dock att populationen är mindre än man trott, endast 5 500 individer, och minskar mycket snabbt på grund av förgiftning, förföljelse och förändring av dess levnadsmiljö. Därför placeras vithuvad gam numera i kategorin akut hotad.